# Nguyên tắc đối xử quốc gia
Nguyên tắc đối xử quốc gia là một nguyên tắc trong luật pháp quốc tế quan trọng đối với nhiều chế độ hiệp ước. Nó về cơ bản có nghĩa là đối xử với người nước ngoài và người dân địa phương như nhau. Theo nguyên tắc đối xử quốc gia, nếu một nhà nước cấp quyền, lợi ích đặc biệt hoặc đặc quyền cho các công dân của mình, nó cũng phải cấp những lợi thế đó cho công dân của các quốc gia khác trong khi họ đang có trong nước đó. Trong bối cảnh của các điều ước quốc tế, một nhà nước phải cung cấp đối xử bình đẳng với những công dân của các quốc gia khác đang tham gia vào thỏa thuận. Các hàng hóa nhập khẩu và sản xuất trong nước phải được đối xử bình đẳng - ít nhất là sau khi hàng hoá nước ngoài đã vào thị trường.
Trong khi điều này thường được xem như là một nguyên tắc mong muốn, trong tùy chỉnh ngược lại nó có nghĩa là một nhà nước có thể lấy đi của người nước ngoài bất cứ thứ gì mà nó tước đi từ công dân của họ. Một nguyên tắc đối ngược kêu gọi nguyên tắc cho một tiêu chuẩn tối thiểu của công lý quốc tế (một loại thủ tục cơ bản) sẽ cung cấp một sàn cơ sở cho việc bảo vệ các quyền và tiếp cận với các thủ tục pháp lý. Mâu thuẫn giữa đối xử quốc gia và các tiêu chuẩn tối thiểu chủ yếu diễn ra giữa các quốc gia  công nghiệp hóa và các quốc gia đang phát triển, trong những bối cảnh tước quyền sở hữu. Nhiều nước đang phát triển, có sức mạnh để kiểm soát tài sản của công dân nước mình, mong muốn thực hiện nó bằng tài sản của người nước ngoài.
Mặc dù hỗ trợ đối xử quốc gia được thể hiện trong các giải quyết nhiều tranh cãi (và không bắt buộc pháp lý) của Đại hội đồng LHQ, vấn đề tước quyền sở hữu gần như đã được xử lý thông qua các hiệp ước với các nhà nước khác và các hợp đồng với các thực thể tư nhân, chứ không phải thông qua sự phụ thuộc theo tập quán quốc tế.
Đối xử quốc gia chỉ áp dụng một khi một sản phẩm, dịch vụ hoặc sản phẩm sở hữu trí tuệ đã bước vào thị trường. Vì vậy, việc tính thuế hải quan trên một nhập khẩu không phải là một sự vi phạm đối xử quốc gia ngay cả khi các sản phẩm sản xuất trong nước không bị tính một khoản thuế tương đương.

## GATT/WTO
Đối xử quốc gia là một phần không thể thiếu của nhiều thỏa thuận Tổ chức Thương mại Thế giới. Cùng với nguyên tắc tối huệ quốc đối xử quốc gia là một trong những nền tảng của pháp luật thương mại của WTO. Nó được tìm thấy trong tất cả ba hiệp định chính của WTO (GATT, GATS và TRIPS).
Đối xử quốc gia là một nguyên tắc cơ bản của GATT/WTO cấm phân biệt đối xử giữa hàng nhập khẩu và sản xuất trong nước đối với thuế nội bộ hoặc quy định khác của chính phủ. Nguyên tắc đối xử quốc gia này được xây dựng tại Điều 3 của GATT năm 1947 (và được dẫn chiếu trong Hiệp định GATT 1994), Điều 17 của Hiệp định chung về Thương mại Dịch vụ (GATS) và tại Điều 3 của Hiệp định về các khía cạnh liên quan tới thương mại của quyền sở hữu trí tuệ (TRIPS). Mục đích của quy tắc thương mại này là để ngăn chặn loại các loại thuế nội địa hoặc các quy định khác đang được sử dụng như là một thay thế cho bảo hộ thuế quan.
Một bản tóm tắt tốt được tìm thấy ở Rượu - Nhật Bản trong đó nói, "[một] nghĩa vụ đối xử quốc gia là một lệnh cấm chung về việc sử dụng các loại thuế nội địa và các biện pháp quy định nội bộ khác để bảo hộ sản xuất trong nước".